# Rani Rampal

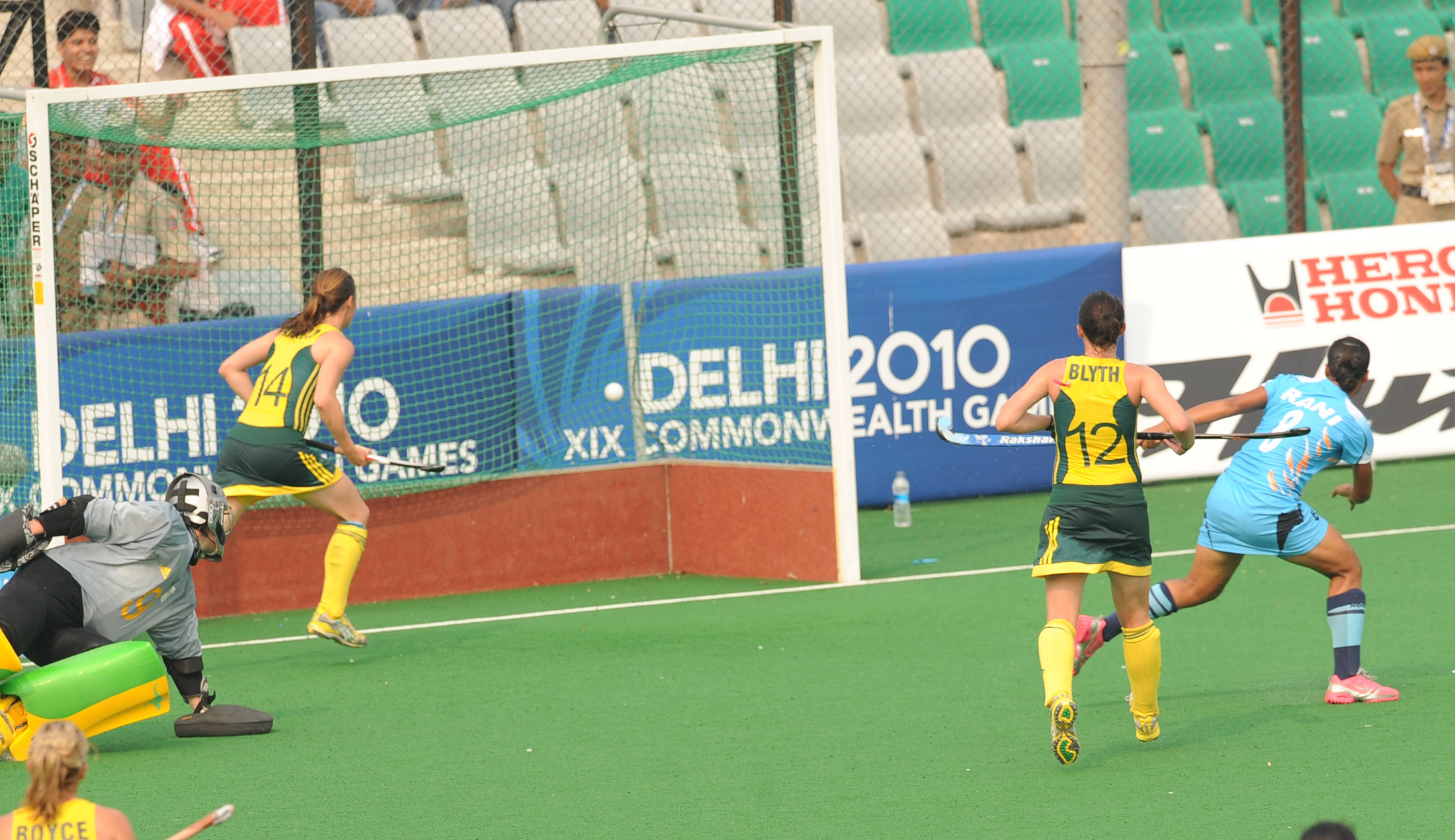
XIX Jeux du Commonwealth-2010 Delhi : Rani Rampal d'Inde a marqué le seul but de l'Inde contre l'Australie, lors d'un match de hockey féminin, au stade national Major Dhyanchand, à New Delhi, le 6 octobre 2010

Rani Rampal (en hindi : रानी रामपाल) née le 4 décembre 1994 dans l'état d'Haryana, est une joueuse professionnelle indienne de hockey sur gazon,.

## Carrière
Elle faisait partie de l'équipe indienne de hockey lorsque l'équipe s'est qualifiée pour les Jeux de Rio après 36 ans. Sous sa capitainerie, l'Inde a atteint la demi-finale des Jeux de Tokyo 2020 pour la première fois de l'histoire de l'Inde après l'inclusion du hockey féminin aux Jeux olympiques.